# Chisamba Lungu
Chisamba Lungu (Kafue, 31 gennaio 1991) è un calciatore zambiano, centrocampista del Nkwazi.

## Carriera

### Club
Ha iniziato la sua carriera nel club zambiano dello Zanaco, per poi passare nel club georgiano del Zugdidi nel 2009. Nel 2010 si trasferisce alla squadra russa dell'Ural.

### Nazionale
Nel 2008 debutta con la nazionale Under-20 zambiana, mentre nel 2010 debutta con la nazionale maggiore. Nel 2012 partecipa con essa alla Coppa d'Africa vinta dalla sua nazionale. Partecipa poi alla Coppa d'Africa anche nel 2013 e nel 2015.

## Palmarès

### Competizioni nazionali
- PFN Ligi: 1

2012-2013

### Nazionale
- Coppa d'Africa: 1

2012